# Jean-Michel Beysser
Jean-Michel Beysser (Ribeauvillé, 4 novembre 1753 – Parigi, 13 aprile 1794) è stato un generale francese.
Inizia la carriera militare nel 1769 arruolandosi nei Dragoni del reggimento della Lorena e vi rimarrà fino al 1778, verrà infatti trasferito nell'esercito di Bretagna e fino al 1781 servirà come chirurgo.
Nel 1788 serve il reggimento svizzero di Moron, agli ordini della Compagnia Olandese delle Indie Orientali come chirurgo e capitano del reggimento.
Nel luglio 1789, è nominato maggiore dei dragoni nazionali a Lorient, due anni dopo viene promosso tenente colonnello e diventa capitano della guardia nazionale di Morbihan.
Parteciperà alle Guerre di Vandea in quanto serviva nell'esercito di uno dipartimenti insorti, il 20 giugno 1793 viene promosso generale di brigata. Tuttavia fa parte degli "Hebertisti" e la Convenzione Nazionale lo fece arrestare il 2 ottobre 1793, quindi verrà poi imprigionato nella Prigione dell'Abbazia.
Il 24 marzo 1794 viene portato dinanzi al tribunale rivoluzionario di Parigi che lo condanna a morte insieme a Jacques-René Hébert, Charles Philippe Ronsin, François-Nicolas Vincent, Antoine-François Momoro. Sarà ghigliottinato il 13 aprile 1794.